# شعوب أسترونيزية

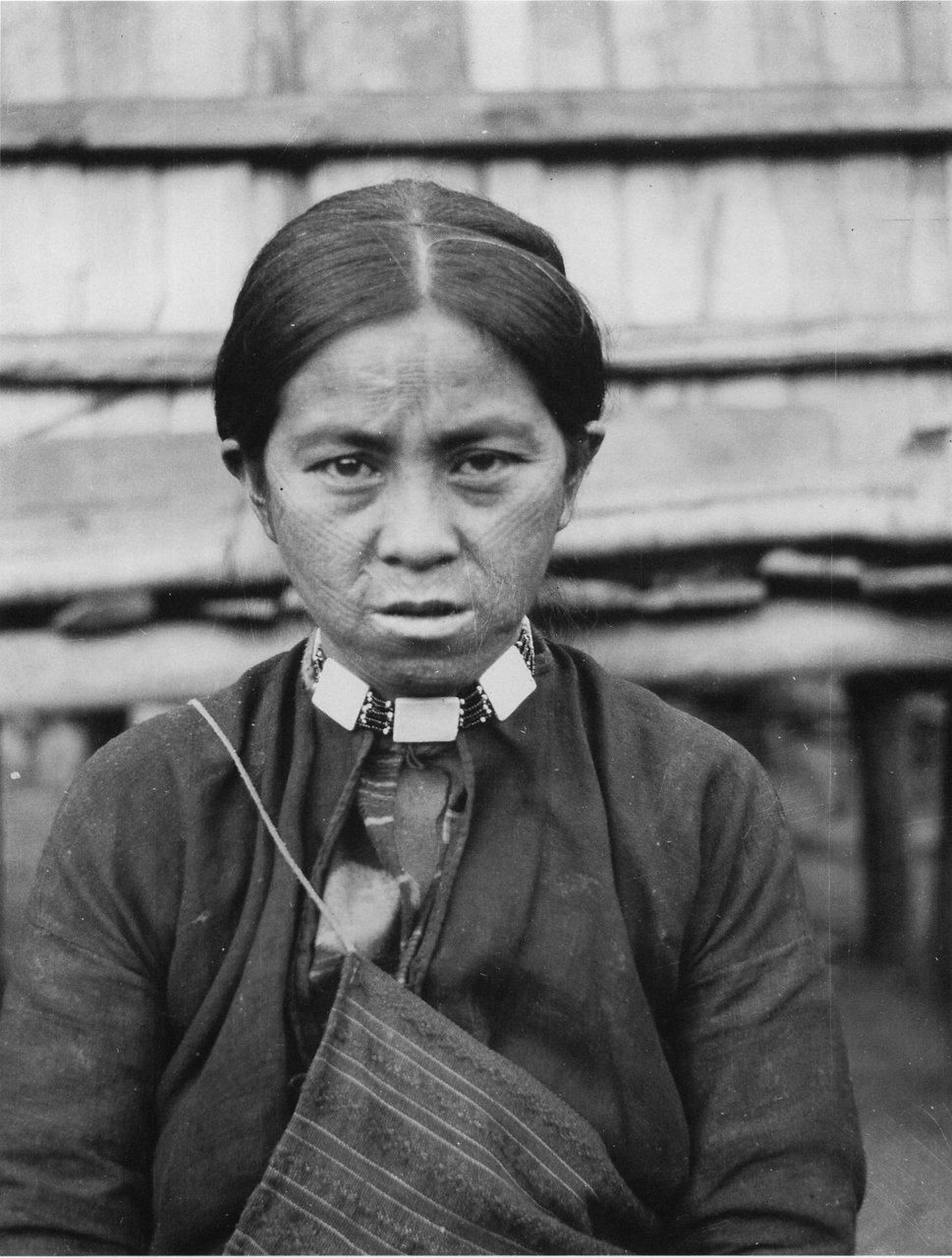
امرأة قبلية من اتايال في تايوان مرسوم على وجهها وشم يرمز إلى البلوغ، وكان هذا من تقاليدهم المشتركة بين الذكور والإناث.

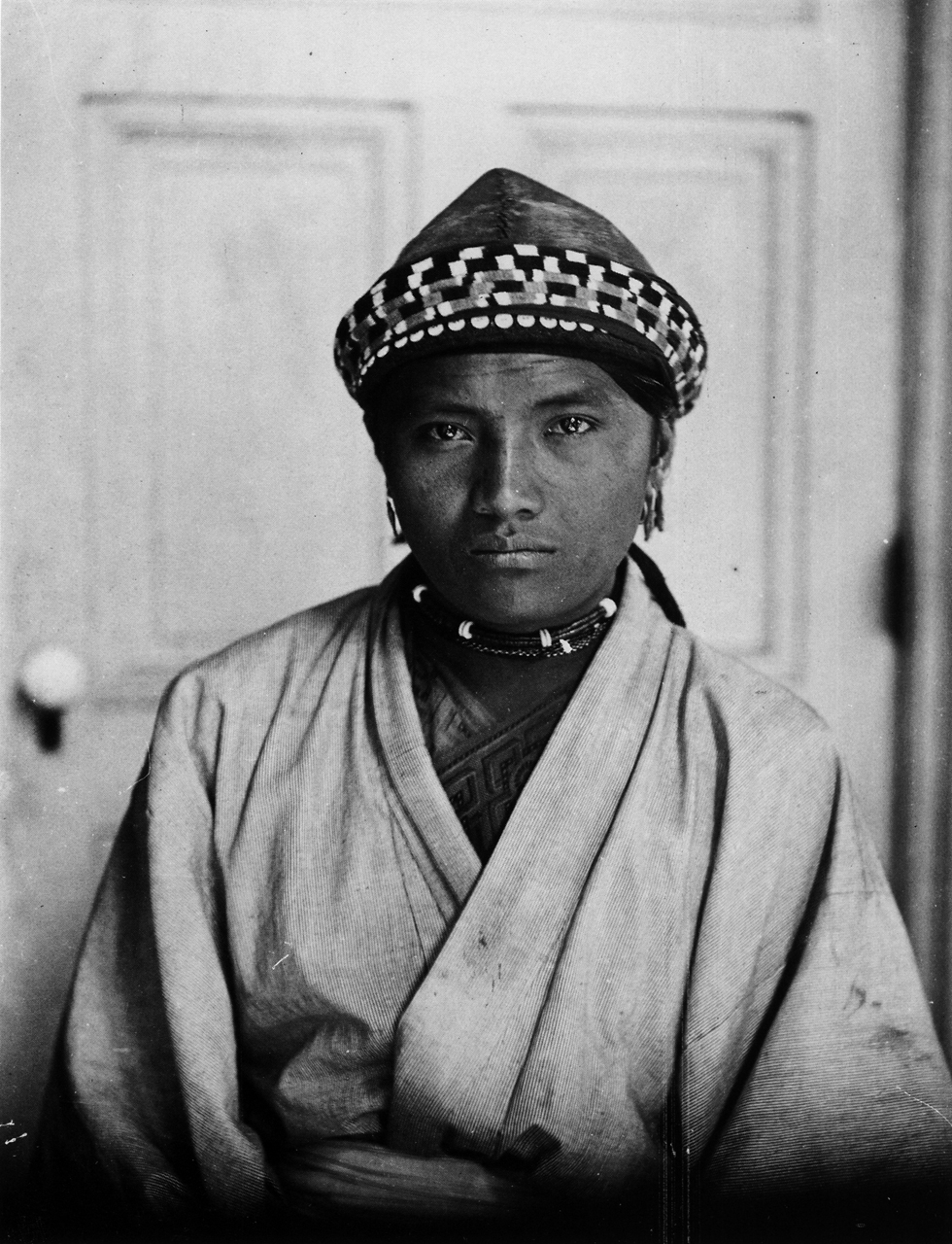
رئيس قرية من روكاي في زيارة لقسم الأنثروبولوجيا في جامعة طوكيو أثناء الحكم الياباني.

الشعوب المتحدثة بالأسترونيزية هم فئات متنوعة من سكان جنوب شرق آسيا وأوقيانوسيا تتحدث بلغات تتبع عائلة الأسترونيزية. ونجد من بين هؤلاء السكان التايوانيين الأصليين؛ أي أغلب الجماعات العرقية في تيمور الشرقية وإندونيسيا وماليزيا والفلبين وبروناي ومدغشقر ومايكرونيزيا وبولينيزيا، فضلاً عن الشعوب البولينيزية في نيوزيلندا وهاواي ومن ليسوا من الشعب البابوي في جزر ميلانيزيا. ويوجد أعداد منهم أيضًا في سنغافورة وفي منطقة فطاني في تايلاند وفي مناطق وجود جماعة تشام في فيتنام (من بقي من مملكة تشامبا (Champa) التي كانت في وسط وجنوب فيتنام) وفي كمبوديا وهينان والصين. تعرف المناطق التي يسكنها المتحدثون بالأسترونيزية إجمالاً باسم أسترونيزيا.
توضح الشواهد الأثرية وجود رابط تقني بين ثقافات الزراعة في الجنوب (جنوب شرق آسيا وميلانيزيا) وفي أوائل الأماكن المكتشفة من الصين القارية، بينما فسرت مجموعة من الشواهد الأثرية واللغوية بما يدعم التوجه القائل بأن نشأة العائلة اللغوية الأسترونيزية كانت في الشمال (جنوب الصين وتايوان). وفي دراسة حديثة، صنفت اللغات الأسترونيزية إلى 10 أسر فرعية بعد دمج جميع اللغات الموجودة خارج فورموسان في أسرة فرعية واحدة بجانب تسع أسر أخرى لا تعرف إلا في تايوان. وحاولت الدراسة إثبات تلك الأنماط بكل بساطة إذا ما علمنا انتشار الشعوب الزراعية من تايوان إلى المناطق المعزولة في جنوب شرق آسيا وجزر مالينزيا بل وإلى المناطق النائية في المحيط الهادي. رغم أن هذا النموذج المسمى بـ«القطار السريع إلى بولينيزيا» – يتفق إلى حد بعيد مع البيانات المتوفرة إلا أنه لا تزال تلاحقه الشكوك من كل جانب. والبديل المطروح لهذا النموذج هو فكرة أن اللغات الأسترونيزية ذات أصول محلية من جزر ميلانيزيا وجنوب شرق آسيا.

## عصر ما قبل التاريخ
توافق الآراء الواسع النطاق بشأن أصول الأسترونيزية هو «نموذج من طبقتين»، فقد استوعب السكان الأصليون من العصر الحجري القديم في جزيرة جنوب شرق آسيا الهجرات القادمة للشعوب الناطقة بالأسترونيزية من العصر الحجري الحديث من تايوان ومينيو، فوجيان حاليًا، في جنوب الصين منذ نحو 4000 سنة قبل الحاضر، بدرجات متفاوتة. اختلط الأسترونيزيون أيضًا مع غيرهم من السكان الموجودين مسبقًا بالإضافة إلى مجموعات المهاجرين اللاحقة بين الجزر التي استقروا فيها، مما أدى إلى مزيد من المدخلات الجينية. ومن أبرز الشعوب الناطقة باللغة الأسترو آسيوية في غرب جزيرة جنوب شرق آسيا (شبه جزيرة ماليزيا، وسومطرة، وبورنيو، وجاوة)، وشعوب البانتو في مدغشقر وجزر القمر، بالإضافة إلى التجار والمهاجرين اليابانيين والهنود والعرب وصينيي الهان في القرون الأخيرة.

### العصر الحجري القديم
استقر البشر المعاصرون في جزيرة جنوب شرق آسيا في العصر الحجري القديم بعد طرق الهجرة الساحلية، ويفترض أنها بدأت قبل 70,000 سنة، قبل فترة طويلة من تطور الثقافات الأسترونيزية. صُنف هؤلاء السكان تبعًا للبشرة الداكنة، والشعر المجعد، والقامة القصيرة، مما دفع الأوروبيين إلى الاعتقاد بأنهم مرتبطون بالأقزام الأفارقة في العنصرية العلمية في القرن التاسع عشر. ومع ذلك، على الرغم من هذه الاختلافات الجسدية، فقد أظهرت الدراسات الجينية ارتباطهم الوثيق بالسكان الأوراسيين الآخرين أكثر من ارتباطهم بالأفارقة.
افتقرت هذه المجموعات السكانية المبكرة في الأصل إلى تقنية المراكب المائية، وبالتالي لم يكن بإمكانهم سوى عبور البحار البينية الضيقة باستخدام عوامات أو أطواف بدائية (من المحتمل أن تكون من الخيزران أو طوافات خشبية) أو من خلال وسائل عرضية. خاصة المياه العميقة لخط والاس، وخط ويبر، وخط ليدكر مع الجزر المنفصلة عن البر الرئيسي لآسيا حتى في مستويات البحر المنخفضة في العصر الجليدي الأخير. استقروا في ما أصبح الآن جزرًا في الغالب من خلال الهجرة البرية إلى السهول الساحلية المنخفضة في ساندلاند وساهول، ومعظمها الآن تحت الماء.
وصل البشر إلى الجزر في والاسيا بالإضافة إلى يابسة ساهول (أستراليا وغينيا الجديدة) قبل نحو 53,000 سنة (بعضها يعطي تواريخ أقدم تصل إلى 65,000 سنة). ووصلوا إلى أرخبيل بسمارك في أوقيانوسيا القريبة قبل 45,400 عام. كانوا موجودين ذات يوم في الصين القارية وتايوان، ولكن سكانها انقرضوا الآن أو استوعبوا. أقدم الحفريات البشرية المؤكدة في الفلبين هي من كهوف تابون في بالاوان، ويرجع تاريخها إلى نحو 47,000 سنة. اعتقِد سابقًا أن أقدم سجل مفترض للإنسان الحديث في جنوب شرق آسيا هو من كهف كالاو في شمال لوزون في الفلبين ويرجع تاريخه إلى نحو 67,000 سنة. لكنهم في عام 2019 حددوا أن الرفات تعود لنوع جديد من الإنسان البدائي، هومو لوزونسيس (إنسان كالاو).
يُشار إلى هؤلاء الأشخاص بشكل عام تاريخيًا باسم «سلالة الأستراليود»، على الرغم من أن المصطلحات تمثل مشكلة نظرًا لتنوعهم وراثيًا، كما أن معظم المجموعات داخل الأسترونيزيا لديها اختلاط وثقافة أسترونيزية مهمة. ومن بين السلالات الصافية من هذه الجماعات حاليًا سكان بابوا الداخليين والأستراليين الأصليين.
في الأدب الحديث، عادة ما يشار إلى أحفاد هذه المجموعات الواقعة في جزيرة جنوب شرق آسيا غرب هالماهيرا بشكل جماعي باسم «شعوب النيغريتو»، في حين يُشار إلى أحفاد هذه المجموعات شرق هالماهيرا (باستثناء الأستراليين الأصليين) باسم «بابواويون». يمكن أيضًا تقسيمها إلى مجموعتين عريضتين بناءً على مزيج دينيسوفان. تكشف شعوب النيغريتو الفلبينية، والبابواويون، والميلانيزيون، والأستراليون الأصليون مزيج دينيسوفان، في حين لا يكشف النيغريتو الماليزيون والغربيون الإندونيسيون (أورانغ أسلي) وسكان جزر أندمان ذلك.
استخدم مادي (2017) مصطلح «قاتا» (من لغات ملايو-بولينيزية البدائية* قاتا) لتمييز السكان الأصليين في جنوب شرق آسيا، في مقابل «تاو» (من لغة أسترونيزية البدائية* كاو) بالنسبة للمستوطنين القادمين من تايوان والبر الرئيسي للصين، كلاهما اعتمد على صيغ بدائية لكلمة «شخص» في اللغات الماليزية البولينيزية التي تشير إلى مجموعات ذات بشرة داكنة وذات بشرة فاتحة على التوالي. اقترح جينام وآخرون (2017) أيضًا مصطلح «شعب ساندلاند الأول» بدلًا من «النيغريتو»، كاسم أكثر دقة للسكان الأصليين في جنوب شرق آسيا.
تختلف هذه المجموعات وراثيًا عن الأسترونيزيين اللاحقين، ولكن من خلال الاختلاط السكاني الواسع إلى حد ما، فإن معظم الأسترونيزيين المعاصرين لديهم مستويات متفاوتة من النسب من هذه المجموعات. وينطبق الشيء نفسه على بعض السكان الذين يعتبرون تاريخيًا «غير أسترونيزيين» بسبب الاختلافات الجسدية، مثل شعوب النيغريتو الفلبينية، والأورانغ أسلي، والميلانيزيين الناطقين بالأسترونيزية، وجميعهم لديهم مزيج أسترونيزي. مثلًا: نسبة المزيج في البولينيزيون في أوقيانوسيا النائية نحو 20 إلى 30% من البابواويين، و70 إلى 80% من الأسترونيزيين. وفي الميلانيزيون في أوقيانوسيا القريبة نحو 20% من الأسترونيزيين و80% من البابواويين، بينما في السكان الأصليين لجزر سوندا الصغرى، فالمزيج نحو 50% من الأسترونيزيين و50% من البابواويين. وبالمثل، في الفلبين، تتراوح المجموعات التي تُعتبر تقليديًا «نيغريتو» بين 30 و50% من الأسترونيزيين.
تشير درجة الاستيعاب العالية بين مجموعات الأسترونيزيين، والنيغريتو، والبابواويين إلى أن التوسع الأسترونيزي كان سلميًا إلى حد كبير. إذ استوعب المستوطنون والسكان الأصليون بعضهم البعض بدلًا من التهجير العنيف. من المعتقد أنه في بعض الحالات، كما هو الحال في ثقافة توليان في سولاوسي (نحو 8000-1500 سنة مضت)، من الأدق القول إن مجموعات الصيد وجمع الثمار الأصلية المكتظة بالسكان استوعبت المزارعين الأسترونيزيين القادمين، وليس العكس. يؤكد مادي (2016) أن ملايو-بولينيزية البدائية* تاو-ماتا (شخص) مستمدة من شكل بدائي مركب* كاو-قاتا، يجمع بين «تاو» و«قاتا» ويدل على خلط نوعي للأسلاف في هاتين المنطقتين.

### العصر الحجري الحديث في الصين
يقبل الإجماع الواسع أن (موطن) اللغات الأسترونيزية وكذلك الشعوب الأسترونيزية المبكرة في العصر الحجري الحديث هو تايوان، وأيضًا جزر بينغو. يُعتقد أنهم انحدروا من السكان الأسلاف في مينيو الساحلية، فوجيان حاليًا، في البر الرئيسي جنوب الصين، والتي يشار إليها عمومًا باسم «ما قبل الأسترونيزيين». من خلال هؤلاء ما قبل الأسترونيزيين، قد يتقاسم الأسترونيزيون أيضا أسلافًا مشتركة مع المجموعات المجاورة في العصر الحجري الحديث جنوب الصين.
عاش ما قبل الأسترونيزيين في العصر الحجري الحديث وهاجروا من ساحل مينيو، فوجيان حاليًا، في جنوب شرق الصين إلى تايوان بين نحو 10,000-6000 قبل الميلاد. اقترحت أبحاث أخرى أنه وفقًا لتواريخ الكربون المشع، ربما هاجر الأسترونيزيون من الصين القارية إلى تايوان في وقت متأخر يصل إلى 4000 قبل الميلاد (ثقافة دابنكن). وظلوا على اتصال منتظم بالبر الرئيسي حتى عام 1500 قبل الميلاد.
إن هوية ثقافات العصر الحجري الحديث ما قبل الأسترونيزية في الصين مثيرة للجدل. كان تتبع عصور ما قبل التاريخ الأسترونيزية في الصين وتايوان أمرًا صعبًا بسبب التوسع الجنوبي لسلالة هان (القرن الثاني قبل الميلاد)، وضم أسرة تشينغ الأخيرة لتايوان (1683 م). اليوم، اللغة الأسترونيزية الوحيدة في جنوب الصين هي اللغة التساتية في هاينان. وأيضًا أثار تسييس علم الآثار المشاكل، ولا سيما عمليات إعادة البناء الخاطئة بين بعض علماء الآثار الصينيين للمواقع غير السينيتية مثل هان. رفض بعض المؤلفين، الذين فضلوا نموذج «الخروج من ساندلاند» مثل وليام ميتشام، أن يكون أصل البر الرئيسي الصيني الجنوبي من سكان ما قبل الأسترونيزيين رفضًا تامًا.

## تاريخ الأبحاث
اعترف الكُتّاب الأوروبيون بالعلاقات اللغوية بين مدغشقر وبولنيزيا وجنوب شرق آسيا في وقت مبكر من الحقبة الحديثة المبكرة، وخاصة في ما يتعلق بأوجه التشابه الملحوظة في الأرقام بين اللغات الملغاشية والملايوية والبولنيزية. نُشرت أولى المنشورات الرسمية حول هذه العلاقات في عام 1708 من قِبل أستاذ الدراسات الشرقية الهولندي أدريان ريلند، الذي اعترف بوجود «لغة مشتركة» تربط الشعوب من مدغشقر إلى بولنيزيا الغربية؛ مع أن المستكشف الهولندي كورنيليس دي هوتمان كان قد أدرك سابقًا الروابط اللغوية بين مدغشقر وأرخبيل الملايو في عام 1603.
في وقت لاحق، كرّس الباحث في فقه اللغة الإسباني لورينزو هيرفاس دي باندورو جزءًا كبيرًا من كتاب فكرة الكون (1778-1787) لتوضيح فكرة أسرة اللغات التي تربط بين شبه الجزيرة الماليزية، والمالديف، ومدغشقر، وجزر سوندا، وجزر الملوك، والفلبين، وجزر المحيط الهادئ شرقًا إلى جزيرة القيامة. أيّد عدة مؤرخين وكتّاب آخرين هذا التصنيف (باستثناء الدمج الخاطئ للديفهية)، وعُرفت أسرة اللغات هذه باسم «ملايو بولنيزية»، المصطلح الذي صاغه لأول مرة عالم اللغة الألماني فرانز بوب في عام 1841 (بالألمانية: malayisch-polynesisch). استُخدم مصطلح «ملايو بولنيزية» في اللغة الإنجليزية لأول مرة من قِبل عالم الأعراق البريطاني جيمس كاولز بريشهارد في عام 1842 للإشارة إلى فئة عرقية تاريخية تعادل تقريبًا الشعوب الأسترونيزية اليوم، لا لأسرة لغات معينة.
غير أن أسرة اللغة الماليزية البولنيزية استبعدت مبدئيًا منطقتي ميلانيزيا وميكرونيسيا بسبب وجود بعض الاختلافات المادية الملحوظة بين سكان هذه المناطق عن الناطقين بالملايو بولنيزية. ومع ذلك، ثمّة دليل واضح على ارتباط علاقتهم اللغوية باللغات الماليزية البولنيزية، ولا سيما في الدراسات المتعلقة باللغات الميلانيزية التي أجراها جورج فون دير غابلينتز وروبرت هنري كودرينغتون وسيدني هربرت راي. صاغ كودرينغتون مصطلح «أوقيانوسيا» اسمًا لهذه الأسرة اللغوية بدلًا من «ملايو بولنيزية» في عام 1891، وذلك بغرض استبعاد اللغتين الميلانيزية والميكرونيسية. اعتمد راي هذا المصطلح ووضّح أن الأسرة اللغوية «الأوقيانوسية» تشتمل على لغات جنوب شرق آسيا، ومدغشقر، وميكرونيسيا، وميلانيزيا، وبولنيزيا.
في عام 1899، صاغ عالم اللغة والأعراق النمساوي فيلهلم شميت مصطلح «أسترونيزية» (بالألمانية: austronesisch، مشتقة من الكلمة اللاتينية auster أوستر التي تعني «رياح جنوبية»؛ وباليونانية: νῆσος نيسوس، وتعني «جزيرة») للإشارة إلى أسرة اللغات، إذ كان لشميدت نفس الدوافع التي امتلكها كودرينغتون من قبله. اقترح هذا المصطلح بديلًا لمصطلح «ملايو بولنيزية»، لأنه يعارض أيضًا الاستبعاد الضمني للغتين الميلانيزية والميكرونيسية. أصبح هذا المصطلح مقبولًا لأسرة اللغات، مع الاحتفاظ باللغات الأوقيانوسية والملايو-بولينيزية باعتبارها أسماء للمجموعات اللغوية الفرعية.

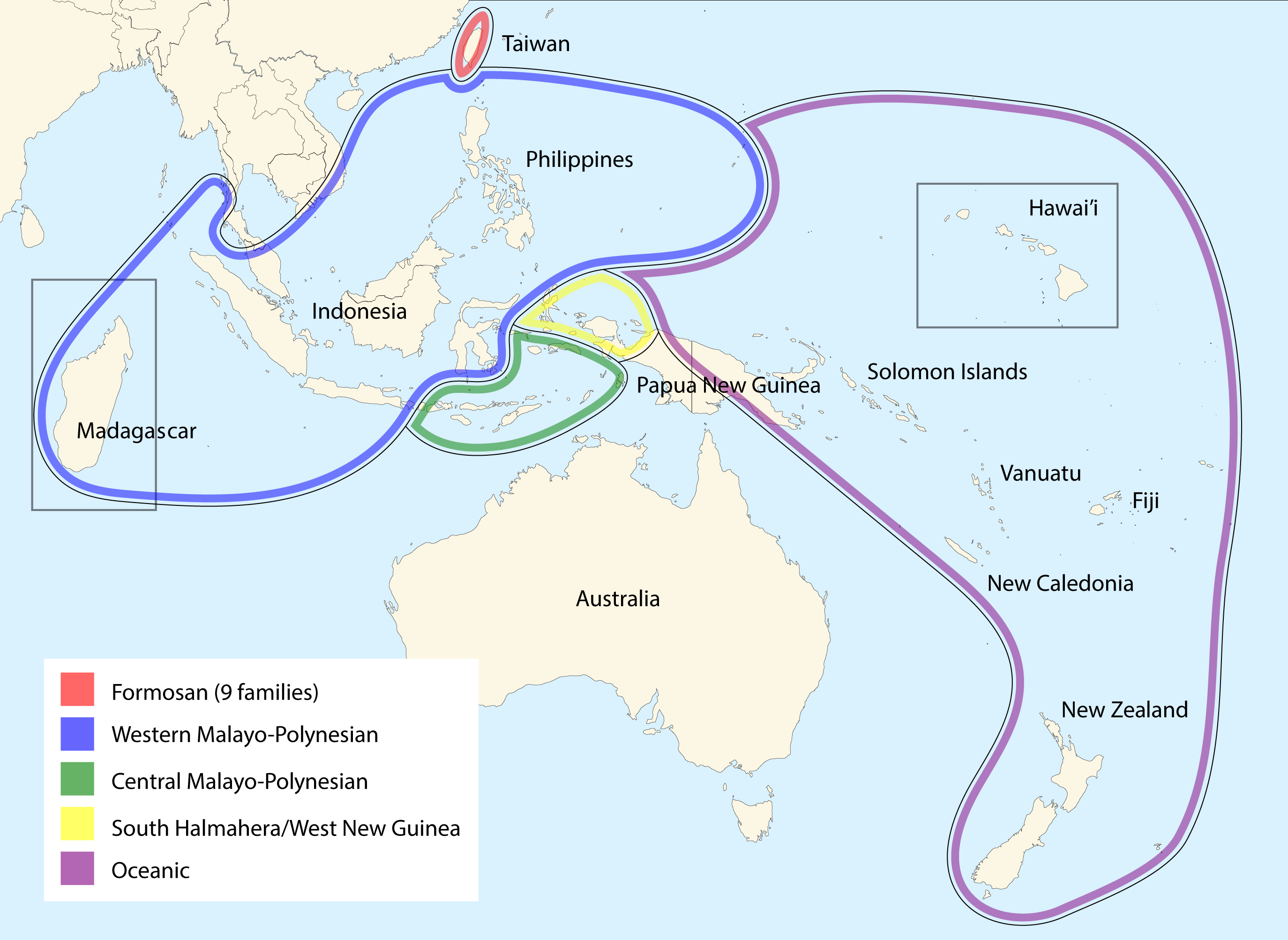
توزع اللغات الأسترونيزية وفقًا لعالم اللسانيات روبرت بلوست (1999)

جاء مصطلح «أسترونيزية»، أو بتعبير أدق «الشعوب الناطقة باللغات الأسترونيزية»، للإشارة إلى الأشخاص الذين يتحدثون اللغات التي تشملها أسرة اللغة الأسترونيزية. غير أن بعض المؤرخين يعترضون على استخدام المصطلح للإشارة إلى أشخاص، ويسألون عما إذا كان هناك بالفعل أي أصل بيولوجي أو ثقافي مشترك بين جميع المجموعات الناطقة باللغة الأسترونيزية. يُعد هذا صحيحًا ومقبولًا بصفة خاصة بالنسبة إلى المؤرخين الذين يرفضون فرضية «خارج تايوان» السائدة ويطرحون بدلًا من ذلك فكرة نشر اللغات الأسترونيزية بين السكان من خلال الاقتراض أو التقارب من بعضهم.
على الرغم من هذه الاعتراضات، فإن الإجماع العام يفضي إلى أن الأدلة الأثرية والثقافية والجينية، وخاصة اللغوية منها، تشير بشكل منفصل إلى درجات متفاوتة من الأصول المشتركة بين الشعوب الناطقة باللغة الأسترونيزية باعتبارها «وحدة وراثة عرقية». أدّى ذلك إلى استخدام مصطلح «أسترونيزية» في الأدب الأكاديمي لا للإشارة إلى اللغات الأسترونيزية فقط، بل وأيضًا للإشارة إلى الشعوب الناطقة باللغة الأسترونيزية ومجتمعاتها والمنطقة الجغرافية لأسترونيزيا.
استمر إجراء الأبحاث والدراسات حول اللغات الأسترونيزية والناطقين بها منذ القرن التاسع عشر. أُجريت الدراسات الحديثة حول نماذج تشتت اللغة الأسترونيزية من خلال بحثين رئيسيين في أواخر القرن العشرين: استعمار المحيط الهادئ: الأثر الجيني (هيل وسيرجانتسون، 1989)، والتشتت الأسترونيزي وأصل اللغة (بيلوود، 1991). اهتم العلماء على وجه الخصوص بهذا الموضوع  بسبب الخصائص الفريدة التي يتميز بها متحدثو هذه اللغات: مدى اختلافهم، وتنوعهم، وتشتتهم السريع.
بصرف النظر عن بعض الخلافات التي ما تزال قائمة بين المؤرخين في ما يتعلق بالتأريخ الزمني، والأصل، والتشتت، والتكيف مع بيئات الجزيرة، والتفاعلات مع السكان الموجودين سابقًا في المناطق التي تستوطنها هذه الشعوب، والتطورات الثقافية التي شهدتها المنطقة على مر العصور. تُعدّ فرضية «خارج تايوان» التي اقترحها في البداية بيتر بيلوود الاتجاه السائد والأكثر شيوعًا. ولكن هناك نماذج متعددة أخرى لهذه الفرضية تُشكل نوعًا من «المنافسة الزائفة» بسبب تركيزها الضعيف على البيانات المتعلقة بالمناطق الجغرافية المحدودة. أكثر هذه النماذج أهمية هو نموذج «خارج الجزيرة» (أو «خارج الجزيرة في جنوب شرق آسيا»). بشكل عام، يميل الكتّاب المقيمون في إندونيسيا وماليزيا إلى تفضيل نموذج «خارج الجزيرة»، في حين يميل الكتّاب في تايوان وجزر المحيط الهادئ إلى تفضيل نموذج «خارج تايوان».[بحاجة لمصدر]

## التوزع الجغرافي
كان الأسترونيزيون من أوائل البشر الذين ابتكروا تقنيات الإبحار عبر المحيط، الأمر الذي سمح لهم باستعمار جزء كبير من منطقة المحيط الهادي الهندي. قبل القرن السادس عشر، كانت أسرة اللغة الأسترونيزية تُعد أسرة اللغات الأكثر انتشارًا حول العالم، إذ يمتد نصف الكوكب من جزيرة القيامة شرق المحيط الهادئ إلى مدغشقر غرب المحيط الهندي.
يتحدث بهذه اللغات اليوم نحو 386 مليون شخص (4.9% من سكان العالم)، الأمر الذي يجعلها خامس أكبر أسرة لغوية على مستوى العدد. من بين اللغات الأسترونيزية الرئيسية التي تمتلك أكبر عدد من المتحدثين الملايوية (الإندونيسية والماليزية)، واللغة الجاوية، واللغة الفلبينية (التاغالوغية). تضم الأسرة 1,257 لغة، وهي ثاني أكبر أسرة لغوية على مستوى العالم.
يُشار إلى المنطقة الجغرافية التي تضم السكان الأصليين الناطقين باللغة الأسترونيزية باسم أسترونيزيا. تشمل الأسماء الجغرافية الأخرى لمختلف المناطق دون الإقليمية: شبه جزيرة الملايو، وجزر سوندا الكبرى، وجزر سوندا الصغرى، وجنوب شرق آسيا البحري، وأرخبيل الملايو، وميلانيزيا، وميكرونيسيا، ومنطقة أوقيانوسيا الدنيا، وجزر المحيط الهادئ، وأوقيانوسيا النائية، وبولنيزيا، ووالاسيا.

## معرض صور

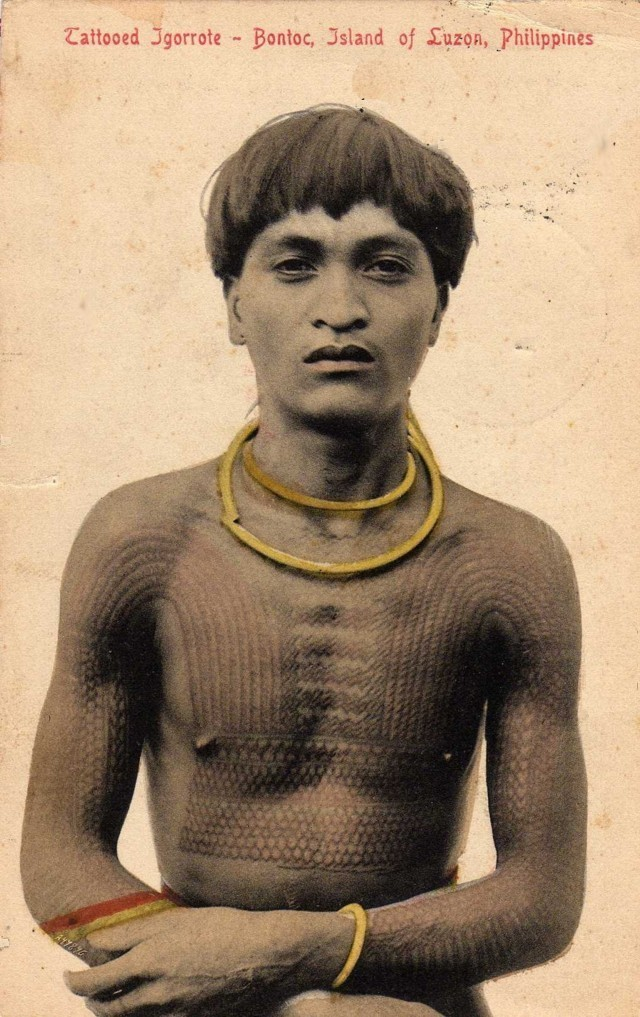
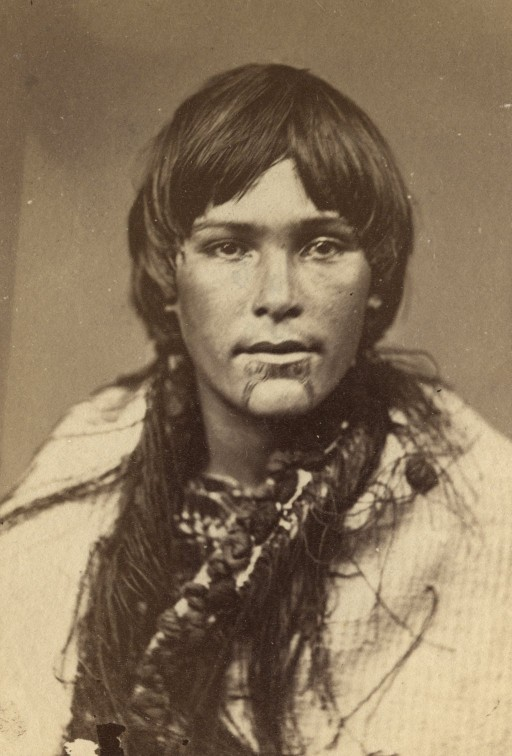
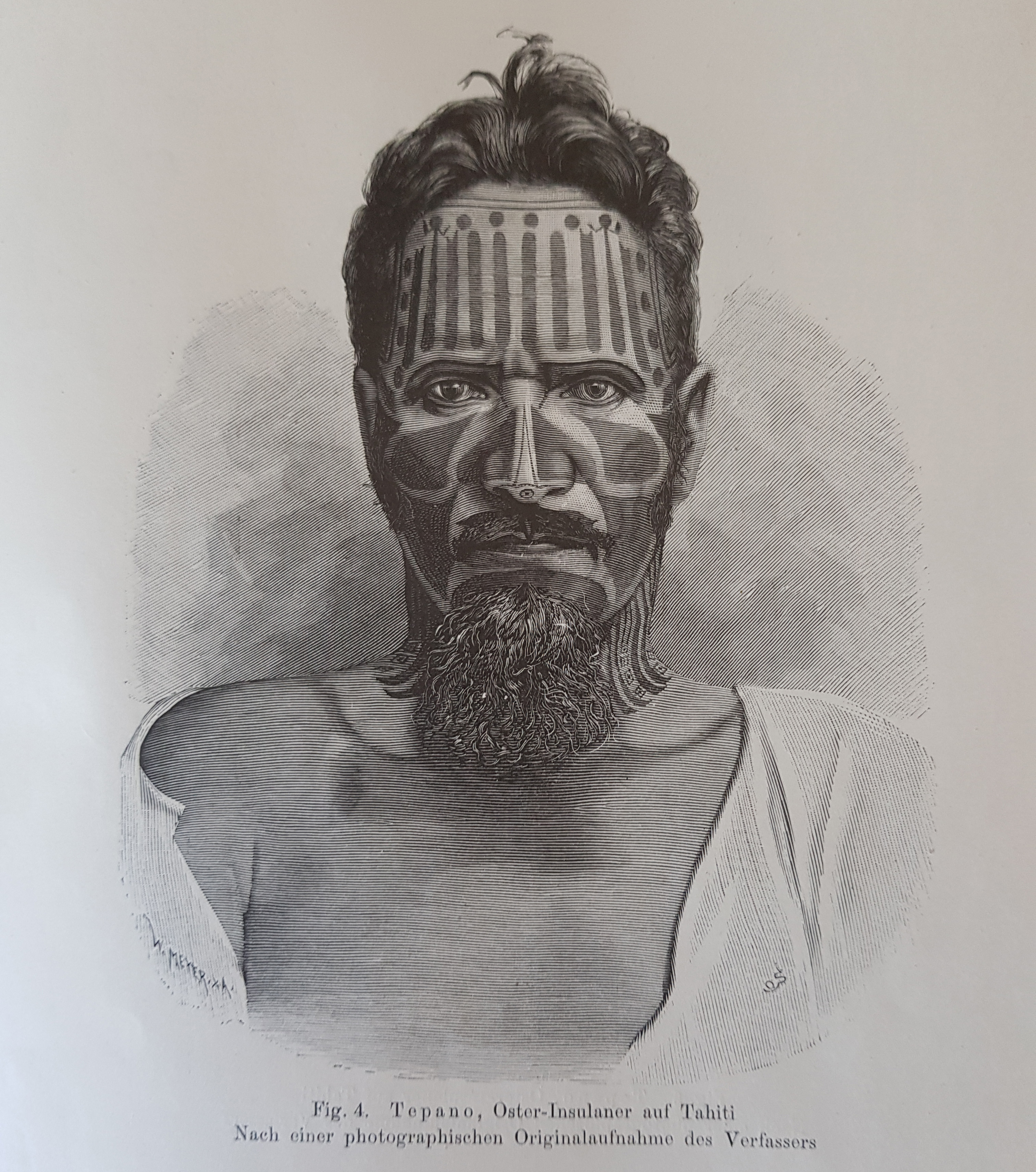